# Liste der Staatsoberhäupter 89
Übersicht
◄◄ | ◄ | 85 | 86 | 87 | 88 | Liste der Staatsoberhäupter 89 | 90 | 91 | 92 | 93 | ► | ►►

Weitere Ereignisse

## Afrika
- Aksumitisches Reich
  - König: s. Aksumitisches Reich

- Reich von Kusch
  - König: Teritnide (85–90)

- Römisches Reich
  - Provincia Romana Aegyptus
    - Präfekt: Marcus Mettius Rufus (89–91/92)

## Asien
- Armenien
  - König: Sanatrukes (75–110)

- China
  - Kaiser: Han Hedi (88–106)

- Iberien (Kartlien)
  - König: Mirdat I. (58–106)

- Indien
  - Indo-Parthisches Königreich
    - König: Abdagases II. (um 90)

  - Satavahana
    - König: vgl. Liste der Herrscher von Satavahana

- Japan (Legendäre Kaiser)
  - Kaiser: Keikō (71–130)

- Korea
  - Baekje
    - König: Giru (77–128)

  - Gaya
    - König: Suro (42–199?)

  - Silla
    - König: Pasa von Silla (80–112)

- Kuschana
  - König: Vima Takto (80–90)

- Nabataea
  - König: Rabbel II. (70–106)

- Osrhoene
  - König: Abgar VI. (71–91)

- Partherreich
  - Schah (Großkönig): Pakoros II. (78–115)

- Römisches Reich
  - Provincia Romana Cilicia
    - Legat: Tiberius Iulius Celsus Polemaeanus (89–91)

## Europa
- Bosporanisches Reich
  - König: Rheskuporis I. (68/69–93/94)

- Dakien
  - König: Decebalus (85–106)

- Iberien
  - König: Azork (87–106)

- Römisches Reich
  - Kaiser: Domitian (81–96)
    - Konsul: Titus Aurelius Fulvus (89)
    - Konsul: Marcus Asinius Atratinus (89)
    - Suffektkonsul: Publius Sallustius Blaesus (89)
    - Suffektkonsul: Marcus Peducaeus Saenianus (89)
    - Suffektkonsul: Aulus Vicirius Proculus (89)
    - Suffektkonsul: Manius Laberius Maximus (89)

  - Provincia Romana Britannia
    - Legat: Sallustius Lucullus (89)